# Biographical Directory of the United States Congress
Il Biographical Directory of the United States Congress è un dizionario biografico di tutti i membri presenti e passati del Congresso degli Stati Uniti e del suo predecessore, il Congresso Continentale. Include anche i delegati dei territori degli Stati Uniti e del Distretto di Columbia, così come i Delegati residenti delle Filippine e di Porto Rico.
L'edizione consultabile online include anche una lista di istituzioni dove sono archiviate le opere, la corrispondenza e altri oggetti dei membri del Congresso, nonché un'estesa bibliografia di opere che li riguardano.

## Storia
Il primo a creare una raccolta di biografie di membri del Congresso fu Charles Lanman, scrittore, giornalista e in precedenza segretario di Daniel Webster, che nel 1859 pubblicò il Dictionary of Congress; il suo obiettivo era di redigere un'opera dove trovare informazioni sui membri attuali del Congresso, in modo simile all'odierna Congressional Directory. Una versione aggiornata dell'opera di Lanman fu ripubblicata nel 1864 dal United States Government Printing Office, fondato nel 1860; verso la fine del decennio il Congresso offrì a Benjamin Perley Poore, un giornalista, il compito di preparare una Congressional Directory con il tipo di informazioni presenti nell'opera di Lanman.
In previsione del centenario dell'indipendenza americana, e cercando di presentare un'opera diversa da quella di Poore, Lanman preparò i Biographical Annals of the Civil Government of the United States, pubblicati a Washington nel 1876 da James Anglim, in cui combinava le biografie del Dictionary of Congress con dati su altri ufficiali governativi dal 1776. Poore, nel 1878, pubblicò un concorrente Political Register and Congressional Directory.
L'ultima revisione dell'opera di Lanman pubblicata privatamente apparve nel 1887, curata da Joseph M. Morrison. Nel 1903 il Congresso autorizzò la pubblicazione di A Biographical Congressional Directory, 1774 to 1903, compilata sotto la direzione di O. M. Enyart, che comprendeva informazioni sia dall'opera di Poore che da quella di Lanman. Una seconda edizione, pubblicata dieci anni dopo, fu la prima in cui vi fu uno sforzo serio per verificare le informazioni contenute nelle opere ottocentesche. Negli anni venti vi fu la più completa e sistematica revisione delle voci, che fu condotta chiedendo notizie ai discendenti, setacciando i giornali e anche cercando le lapidi; tuttavia la fiducia accordata alle leggende familiari introdusse nell'opera alcune informazioni dubbie. Le voci di questa edizione sono rimaste quasi inalterate nelle successive tre revisioni e aggiornamenti (nel 1950, 1961 e 1971).
La creazione dell'ufficio storico del Senato nel 1975 e dell'ufficio per il Bicentenario nel 1983 fu la prima opportunità per gli storici professionisti di rivedere e ampliare il Biographical Directory, andando oltre le poche informazioni presenti in precedenza, che spesso si limitavano alle date in cui avevano prestato servizio al Congresso. Dopo l'edizione del bicentenario ne fu pubblicata un'altra nel 1996, ma a causa dell'alto costo non ebbe grande circolazione.
Lo sviluppo di Internet negli anni novanta portò alla creazione di siti per la Camera dei Rappresentanti e per il Senato; l'edizione online del Biographical Directory fu inaugurata il 9 novembre 1998. La tecnologia informatica ha permesso ai curatori di aggiornare quotidianamente questa edizione; può inoltre beneficiare di informazioni messe a disposizione da studiosi, librai, genealogisti e membri delle famiglie. Include anche un'estesa bibliografia e una guida per i ricercatori. L'edizione del 2005 è stata la prima ad essere costruita interamente a partire da file machine-readable, cioè analizzabili automaticamente.